# Zanclomenophra
Zanclomenophra là một chi bướm đêm thuộc họ Geometridae.